# Racing Pierrots Strasbourg Meinau 1972-1973
Questa voce raccoglie le informazioni riguardanti il Racing Pierrots Strasbourg Meinau  nelle competizioni ufficiali della stagione 1972-1973.

## Maglie e sponsor
Lo sponsor tecnico per la stagione 1972-1973 è Adidas, mentre lo sponsor ufficiale è Caisses Mutuelles.
| Manica sinistra · Manica sinistra · Maglietta · Maglietta · Manica destra · Manica destra · Pantaloncini · Calzettoni · Calzettoni | Manica sinistra · Maglietta · Maglietta · Manica destra · Pantaloncini · Calzettoni · Calzettoni |